# Nónfjall
De Nónfjall is een 367 meter hoge berg op het eiland Vágar op de Faeröer. De berg ligt ten zuiden van de plaats Sørvágur, nabij de luchthaven Vágar en ten oosten van de berg Høgafjall. De naam Nónfjall is Faeröers voor 'noen-berg'. Op de Faeröer is men gewoon drie uur 's middags de noen te noemen, in plaats van het gebruikelijke twaalf uur 's middags.